# Кешкинесор
Кешкинесор (каз. Кішкенесор) — озеро в Жамбылском районе Северо-Казахстанской области Казахстана. Находится в 3 км к югу от села Май-Балык.
По данным топографической съёмки 1940-х годов, площадь поверхности озера составляет 1,1 км². Наибольшая длина озера — 1,6 км, наибольшая ширина — 0,9 км. Длина береговой линии составляет 4,1 км, развитие береговой линии — 1,1. Озеро расположено на высоте 153,7 м над уровнем моря.